# Морган, Кэрролл
Кэ́рролл Джо́зеф Мо́рган (англ. Carroll Joseph Morgan; 3 октября 1947, Антигониш — 20 июня 2018, Галифакс) — канадский боксёр, представитель тяжёлой весовой категории. Выступал за сборную Канады по боксу в первой половине 1970-х годов, чемпион Северной Америки, победитель канадского национального первенства, участник летних Олимпийских игр в Мюнхене.

## Биография
Кэрролл Морган родился 3 октября 1947 года в городе Антигониш провинции Новая Шотландия, Канада. Учился в местном Университете святого Франциска Ксаверия, здесь играл в футбол за университетскую команду и в возрасте 20 лет начал серьёзно заниматься боксом.
В 1972 году одержал победу на чемпионате Канады по боксу в зачёте тяжёлой весовой категории, вошёл в основной состав канадской национальной сборной и благодаря череде удачных выступлений удостоился права защищать честь страны на летних Олимпийских играх в Мюнхене. На предварительном этапе категории свыше 81 кг благополучно прошёл нигерийского боксёра Фатая Айинлу, тогда как во втором поединке на стадии четвертьфиналов был нокаутирован шведом Хассе Томсеном, который в итоге стал бронзовым призёром этого олимпийского турнира.
После мюнхенской Олимпиады Морган остался в составе главной боксёрской команды Канады и продолжил принимать участие в крупнейших международных турнирах. Так, в 1973 году он вновь выиграл канадское национальное первенство в тяжёлом весе и победил на чемпионате Северной Америки в Нью-Йорке.
В 1974 году побывал на Играх Британского Содружества наций в Крайстчёрче, где на стадии четвертьфиналов был остановлен англичанином Невиллом Мидом. Принял участие в матчевой встрече со сборной ФРГ, проиграв техническим нокаутом немцу Эриху Зайделю.
В 1990 году за выдающиеся достижения на ринге был введён в Зал славы канадского бокса, является также членом Зала славы спорта Новой Шотландии.
Умер от сердечного приступа 20 июня 2018 года у себя дома в Галифаксе в возрасте 70 лет.